# Bhootpur, Chincholi
Bhootpur là một làng thuộc tehsil Chincholi, huyện Gulbarga, bang Karnataka, Ấn Độ.